# Obesotoma gigas
Obesotoma gigas is een slakkensoort uit de familie van de Mangeliidae. De wetenschappelijke naam van de soort is voor het eerst geldig gepubliceerd in 1875 door Verkrüzen.